# Merogomphus martini
Merogomphus martini är en trollsländeart som först beskrevs av Fraser 1922.  Merogomphus martini ingår i släktet Merogomphus och familjen flodtrollsländor. IUCN kategoriserar arten globalt som nära hotad. Inga underarter finns listade i Catalogue of Life.